# O-Klasse (Schlachtkreuzer)
Als O-Klasse wurde in der Kriegsmarine ein Entwurf für einen Schlachtkreuzer bezeichnet, der nie ausgeführt wurde.

## Planung
Erörterungen  im Neubau-Ausschuss des Oberkommandos der Kriegsmarine führten Ende Mai 1939 direkt zur O-Klasse unter Verzicht auf den Bau der bisher als Kreuzer Typ P angesprochenen neuen Panzerschiffe.
- einem Dreiturmschiff mit Zwillingstürmen größeren Kalibers,
- Zusammenfassung der 15-cm-Mittelartillerie und 10,5-cm-Flakartillerie zu einer Einheitsbewaffnung von rund 13 cm
- eine dem Schiffstyp angepasste Motorengröße, die den erforderlichen Schutz in Höhe des Panzerdecks und in der Breite des Torpedoschutzes sicherstellt.

Gemäß Schreiben A Va 477/39 g.Kdos. vom 13. Juli 1939 des Marineoberbefehlshabers wurde für die bisherigen Kreuzer Typ „P“ die Bezeichnung „Schlachtschiff“ eingeführt, den Ausdruck „Schlachtkreuzer“ gab es offiziell in der deutschen Marine nie.
Bauaufträge wurden am 8. August 1939 an die Deutsche Werke Kiel AG, die F. Krupp Germaniawerft Kiel sowie an die Kriegsmarinewerft Wilhelmshaven gegeben. „O“ ging an die Deutsche Werke und sollte auf der seit dem Stapellauf des Flugzeugträgers Graf Zeppelin nicht mehr belegten Helling 2 gebaut und zum 1. Juni 1943 abgeliefert werden. „P“ ging an die Kriegsmarinewerft Wilhelmshaven und sollte auf der seit dem Stapellauf des Schlachtschiffes Tirpitz nicht mehr benutzten Helling 2 gebaut und ebenfalls zum 1. Juni 1943 abgeliefert werden. Mit dem Schlachtkreuzer „Q“ wurde die Friedrich Krupp Germania-Werft Kiel beauftragt. Dafür sollte die Helling VIII genutzt werden, sobald der planmäßig zum 1. Juli 1940 zum Stapellauf vorgesehene Flugzeugträger B abgelaufen war. Deshalb wurde der Ablieferungstermin auf den 1. Dezember 1943 gesetzt.
Mit dem Bau wurde bei keinem der Schiffe begonnen, jedoch waren Bauteile schon vorhanden. So sollte jeder der drei Schlachtkreuzer eine von den vier im Bau befindlichen Kesselanlagen des Flugzeugträgers B erhalten und diese Antriebsanlagen des Trägers B sollten für den Flugzeugträger nachgebaut werden. Auch sollten die 38 cm-Geschütztürme, die für die Umrüstung der Schlachtschiffe Gneisenau und Scharnhorst von ihren 28 cm-Türmen auf die stärker armierten Türme vorgesehen waren, nun für die O-Klasse-Schlachtkreuzer verwendet werden und die beiden Schlachtschiffe sollten vorläufig weiterhin, bis zum Neubau weiterer 38 cm-Geschütztürme, ihre schwächere Bewaffnung behalten.
Die Schiffe waren für den Handelskrieg entworfen. Deshalb sollten sie ein gemischtes Antriebssystem erhalten. Dieselmaschinen waren für die Langstreckenfahrt bei mittlerer Geschwindigkeit vorgesehen, zusätzliche Turbinen waren für hohe Geschwindigkeit im Kampf gedacht.
Die Hauptaufgabe dieser Schlachtkreuzer war der Angriff auf feindliche Konvois, um Frachtschiffe zu versenken. Obwohl die Panzerung nur der eines Kreuzers entsprochen hätte, hätten diese Schiffe aufgrund der Waffenreichweite ihrer Hauptartillerie auch gut geschützte alliierte Konvois gefährden können.

## Einheiten
Schlachtschiff O
- Deutsche Werke Kiel (entworfen)

Schlachtschiff P
- Kriegsmarinewerft Wilhelmshaven (entworfen)

Schlachtschiff Q
- Germaniawerft Kiel (entworfen)